# Lepidocolaptes layardi
A Lepidocolaptes layardi a madarak (Aves) osztályának verébalakúak (Passeriformes) rendjébe és a fazekasmadár-félék (Furnariidae) családjába tartozó faj.

## Rendszerezése
A fajt Philip Lutley Sclater angol ügyvéd és zoológus írta le 1873-ban, a Picolaptes nembe Picolaptes layardi néven. Egyes szervezetek szerint a Lepidocolaptes albolineatus alfaja Lepidocolaptes albolineatus layardi néven.

## Előfordulása
Brazília területén honos.

## Természetvédelmi helyzete
A Természetvédelmi Világszövetség Vörös listáján nem szerepel.